# Chalcolepidius fleutiauxi
Chalcolepidius fleutiauxi is een keversoort uit de familie kniptorren (Elateridae). De wetenschappelijke naam van de soort is voor het eerst geldig gepubliceerd in 1941 door Pjatakowa. De soort werd genoemd naar de Franse entomoloog Edmond Fleutiaux.